# Brigada 8 Artilerie (1916-1918)
Brigada 8 Artilerie a fost o mare unitate de artilerie, de nivel tactic, care s-a constituit la 14/27 august 1916, prin mobilizarea unităților și subunităților existente la pace. Din compunerea brigăzii făceau parte Regimentul 12 Artilerie și Regimentul 17 Artilerie. Brigada a făcut parte din organica Divizia 8 Infanterie, fiind dislocată la pace în garnizoana Bacău. :p. 94 
La intrarea în război, Brigada 8 Artilerie a fost comandată de colonelul Gheorghe Mironescu. Brigada 8 Artilerie a participat la acțiunile militare pe frontul român, pe toată perioada războiului, între 14/27 august 1916 - 28 ocotmbrie/11 noiembrie 1918.

## Participarea la operații

### Campania anului 1917
În campania din anul 1917 Brigada 8 Artilerie a participat la acțiunile militare în dispozitivul de luptă al Diviziei 8 Infanterie, participând la Bătălia de la Oituz (1917). În această campanie, brigada a fost comandată de colonelul Ioan Nisipeanu.

## Comandanți
- Colonel Gheorghe Mironescu
- Colonel Ioan Nisipeanu